# Heinrich W. Schwab
Heinrich Wilhelm Schwab (* 8. Mai 1938 in Ludwigshafen; † 20. Januar 2025) war ein deutscher Musikwissenschaftler und Hochschullehrer.

## Laufbahn
Schwab erwarb 1964 den Doktorgrad an der Universität Saarbrücken mit einer Arbeit über Einflüsse der Musik des 18. Jahrhunderts auf jene im 19. Jahrhundert. Ab 1966 nahm er an der Universität Kiel an einem Forschungsprojekt teil, das sich auf die skandinavische und baltische Musikgeschichte konzentrierte. Seit 1998 war er Professor für Musikwissenschaft an der Universität Kopenhagen. Er war seit 1998 Mitglied der Königlich Schwedischen Musikakademie und der Norwegischen Akademie der Wissenschaften, seit 1999 Mitglied der Königlich Dänischen Akademie der Wissenschaften und seit 2005 Mitglied der Academia Europaea. 2009 wurde ihm das Bundesverdienstkreuz am Bande verliehen.
Schwab war verheiratet mit der Musikbibliothekarin Ute Schwab, seit 1991 Vorsitzende bzw. Ehrenvorsitzende der Weber-Gesellschaft.

## Veröffentlichungen (Auswahl)
- Sangbarkeit, Popularität und Kunstlied. Studien zu Lied und Liedästhetik der mittleren Goethezeit (1770–1814) (= Studien zur Musikgeschichte des 19. Jahrhunderts, Bd. 3), Regensburg: Bosse 1965
- Das Einnahmebuch des Schleswiger Stadtmusikanten Friedrich Adolph Berwald (= Kieler Schriften zur Musikwissenschaft, Bd. 21), Kassel: Bärenreiter 1972
- Die Anfänge des weltlichen Berufsmusikertums in der mittelalterlichen Stadt. Studie zu einer Berufs- und Sozialgeschichte des Stadtmusikantentums, Habil. Schrift, maschr. Privatdruck, Kiel 1977, 149 S. – (gedruckt als:) Kieler Schriften zur Musikwissenschaft, Bd. 24, Kassel: Bärenreiter 1982
- Friedrich Ludwig Aemilius Kunzen (1761–1817). Stationen seines Lebens und Wirkens. [Katalog zur] Ausstellung aus Anlaß des Jubiläums der Berufung zum Musikdirektor der Königlich dänischen Hofkapelle im Jahre 1795 (= Schriften der Schleswig-Holsteinischen Landesbibliothek, hrsg. von Dieter Lohmeier, Bd. 21), Heide in Holstein: Verlag Boyens & Co. 1995